# Antigo Clube dos Ingleses
O Antigo Clube dos Ingleses, também referido como Edifício na Rua das Virtudes, localiza-se em Miragaia, na freguesia atual de Cedofeita, Santo Ildefonso, Sé, Miragaia, São Nicolau e Vitória, na cidade e Distrito do Porto, em Portugal.
O Antigo Clube dos Ingleses encontra-se classificado como Imóvel de Interesse Público desde 1983.

## História
Exemplar típico de moradia nobre setecentista, teve como hóspedes uma família de comerciantes da cidade, a Congregação de São Bernardo e o Clube Inglês do Porto.
No seu jardim, assente sobre um troço das Muralhas Fernandinas esteve montada, durante o Cerco do Porto, uma bateria das tropas liberais devido à sua localização, onde se tem um excelente panorama do rio Douro e de Vila Nova de Gaia.
Atualmente na posse do Estado, alberga uma organização de carácter social e de beneficência.

## Galeria

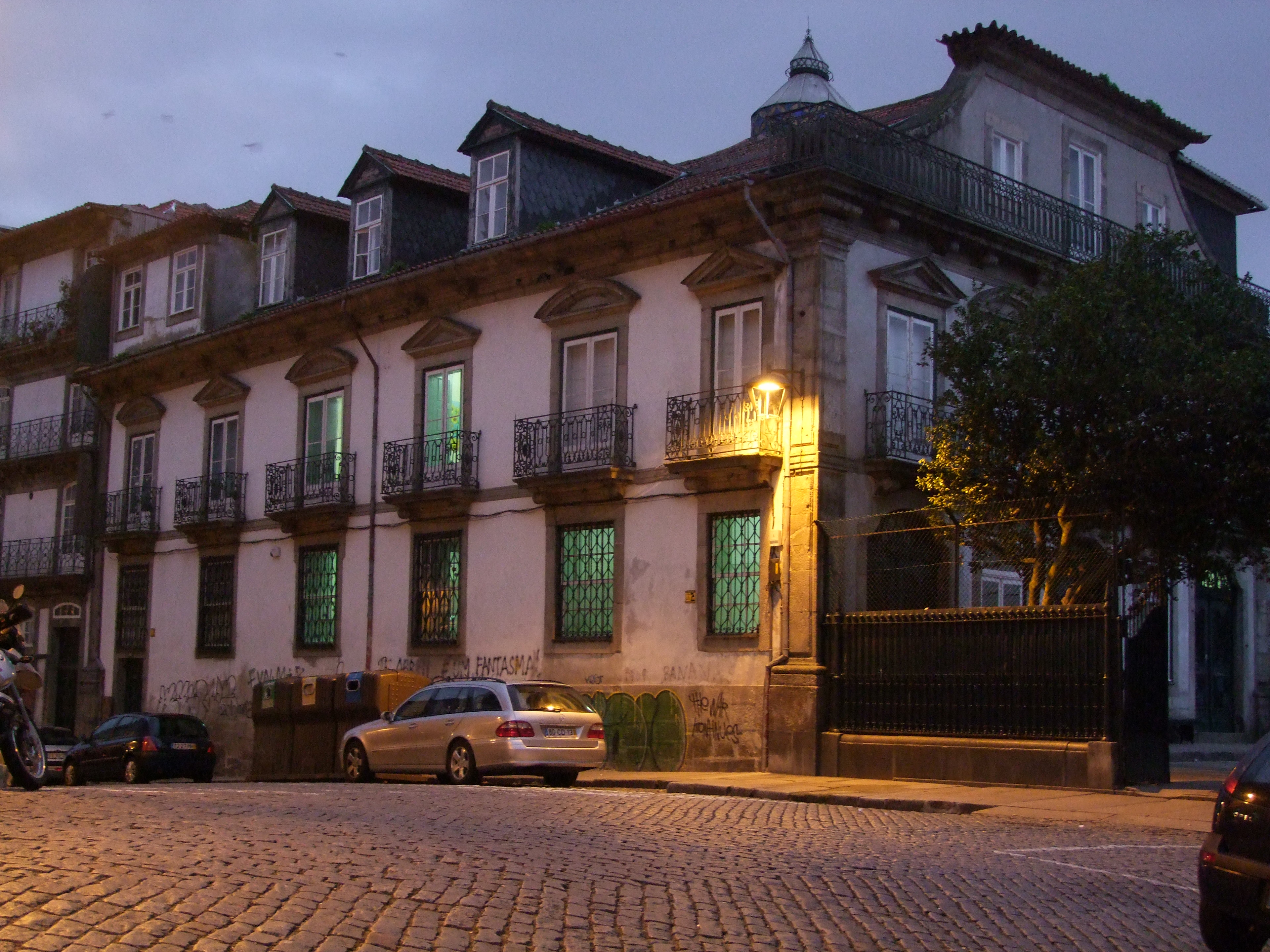
Vista lateral
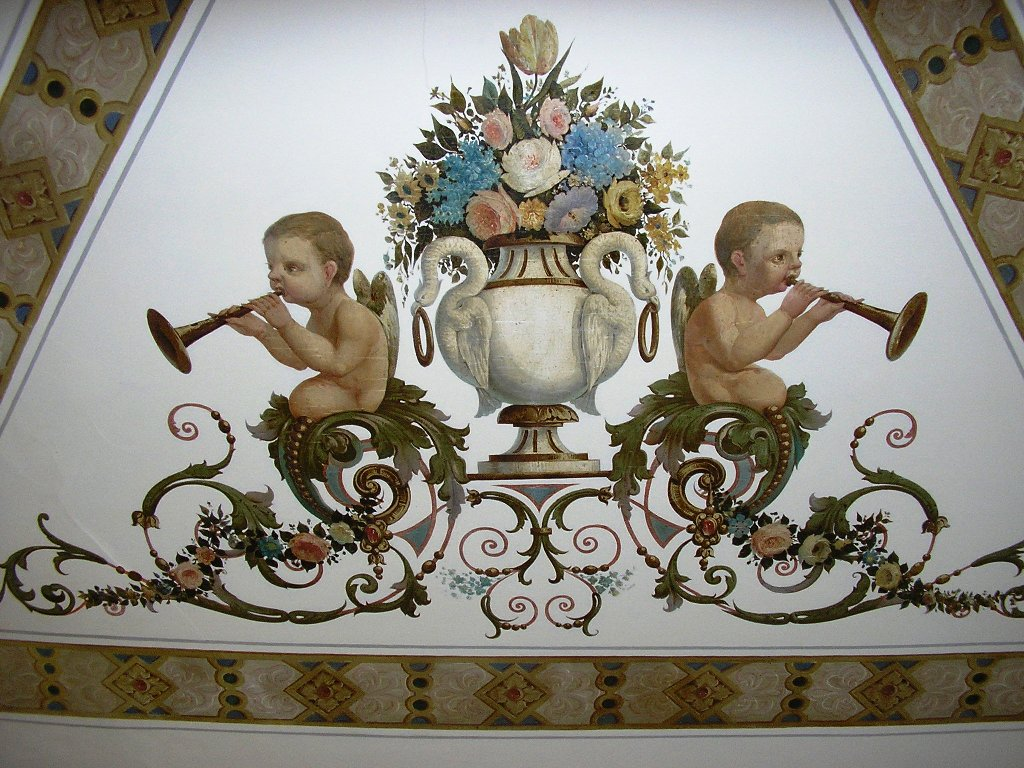
Pormenor da decoração dos tetos
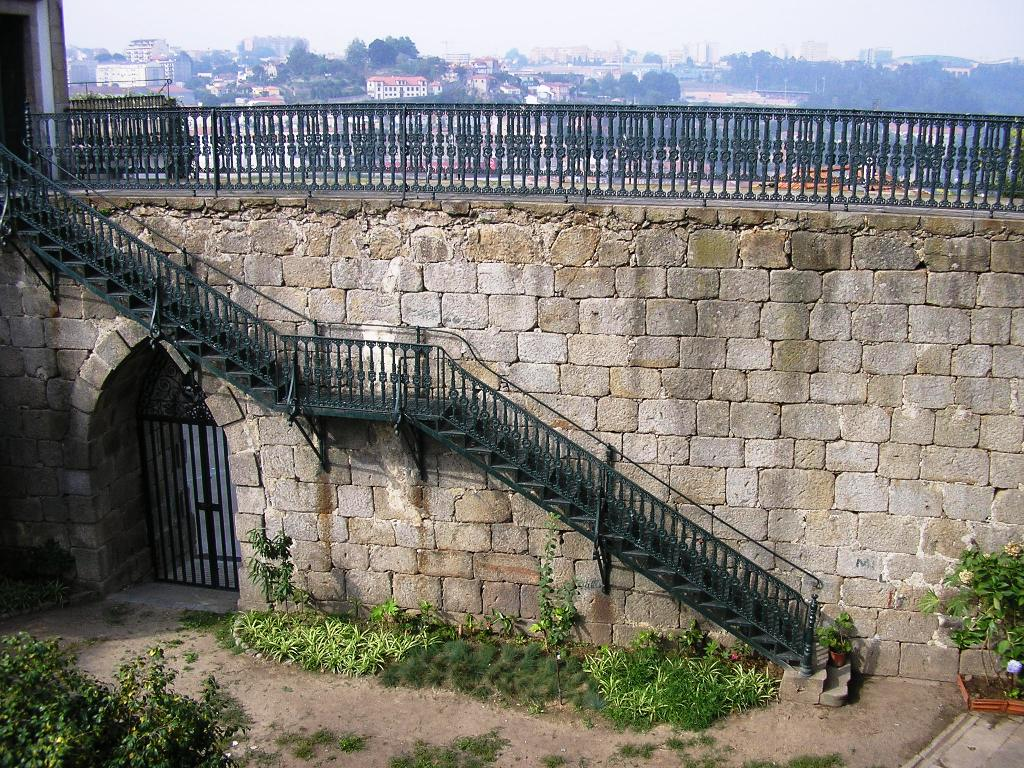
Troço das Muralhas Fernandinas
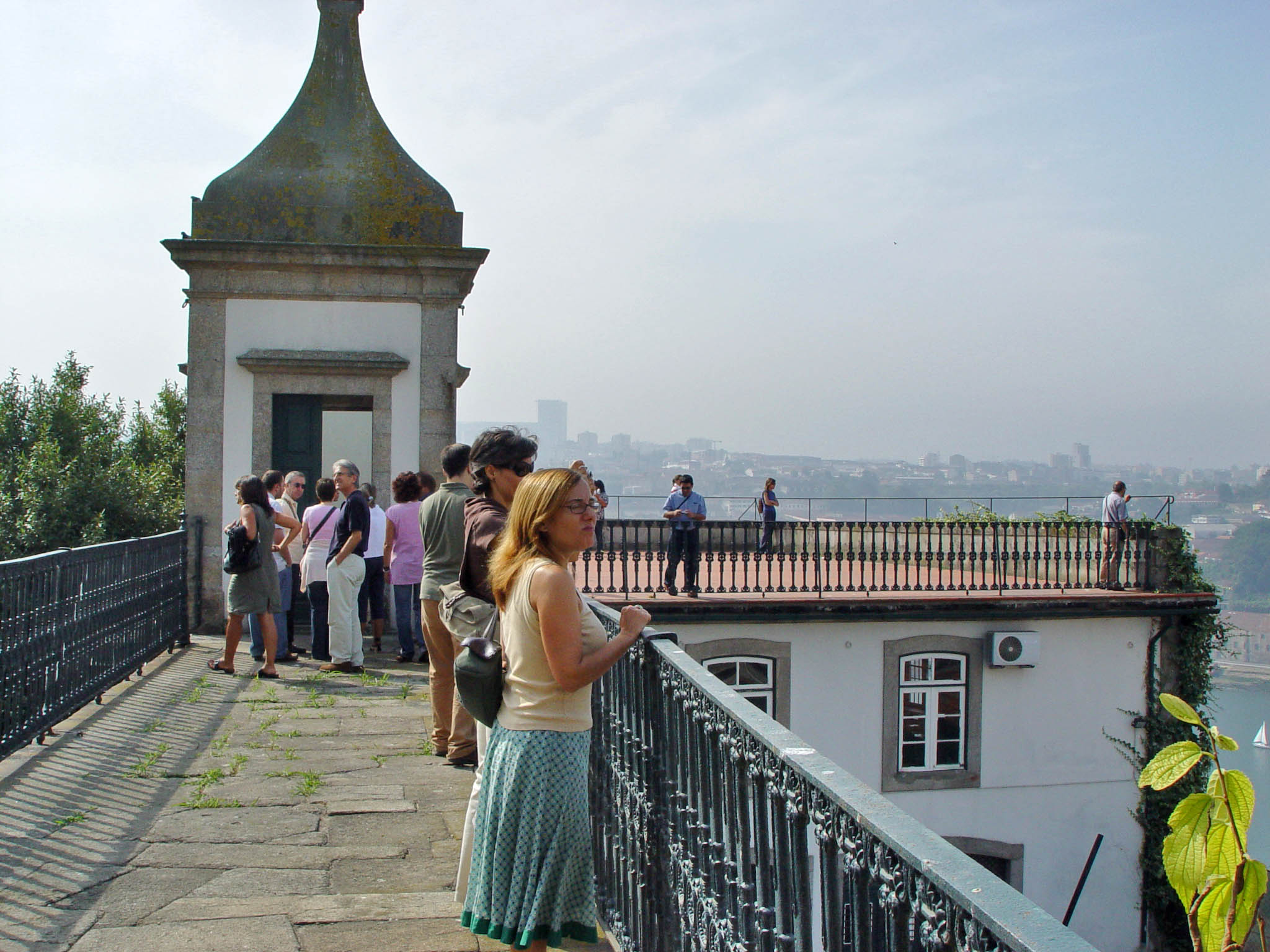
Miradouro sobre as muralhas